# Produce 101 (saison 2)
Produce 101 (saison 2) (coréen: 프로듀스 101 시즌 2) est une émission de télé-réalité musicale sud-coréenne diffusée sur Mnet. Alors que Produce 101 mettait en scène des stagiaires féminins, cette saison 2 met en vedette des stagiaires masculins. En plus d'avoir choisi les membres du groupe, le public choisi également son concept, la chanson de leur début et le nom du groupe. Le groupe créé via cette émission est Wanna One.  

## Concept
Produce 101 saison 2 est le premier projet de collaboration entre agences pour la création d'un boys band. Il fait suite à Produce 101 qui était le premier projet pour la création d'un girl group. Tout comme la première saison, il regroupe 101 stagiaires de différentes agences sud-coréennes. 11 stagiaires sont sélectionnés parmi ces 101 stagiaires pour former un boys band (Wanna One) Le groupe évoluera pendant 18 mois ensemble sous le label de YMC Entertainement (même label qu'I.O.I, girl group découlant de Produce 101). À la fin de leur contrat, les membres se séparent pour rejoindre leur agences respectives. Le but de cette émission est avant tout de donner une occasion aux stagiaires d’acquérir de l'expérience en tant qu'artistes, mais également de les faire connaître.
De nombreuses agences, y compris les Big Three (SM, YG et JYP) ont choisi de ne pas envoyer de stagiaires pour participer à la deuxième saison. YG Entertainment a toutefois envoyé via leur filiale de mannequinat YGKPlus, quatre stagiaires mannequins. Le directeur principal de la première saison, Han Dong Chul, s'est également retiré de l'émission en raison d'autres engagements personnels.
Pour la formation des garçons, plusieurs artistes ont été recrutés pour le spectacle. Les chanteurs Lee Seok-hoon, Shin Yoo-mi, les rappeurs Cheetah et Don Mills, la soliste Kahi et Kwon Jae-seung sont respectivement chargés de la formation vocale, rap et danse.

## Promotions avant diffusion
Le 23 février 2017, Mnet a annoncé que BoA assumerait le rôle de MC cette saison, remplaçant ainsi Jang Geun Suk. Tout comme ce dernier dans Produce 101, elle agirait comme un messager et un représentant des téléspectateurs. Plus tard, le même jour, les entraîneurs qui formeraient les participants ont également été annoncés.
La diffusion officielle de l'émission, qui sera donc placé sur le créneau horaire de High School Rapper, a été annoncée le 8 mars.
Peu de temps après, le 26 février 2017, les stagiaires ont déménagé dans leurs dortoirs, et les participants ont commencé à filmer,.Plus tard, un teaser concernant le stagiaire qui serait au centre lors de la performance de la première chanson officielle de l'émission a été révélé.
Produce 101 saison 2 a été dévoilée pour la première fois durant l'épisode 514 de M! Countdown le 9 mars 2017. Le groupe a été présenté par BoA, et les stagiaires ont montré leurs talents avec la chanson « Me, It's Me (Pick Me) »'.
Le rôle central a été donné à Lee Dae-hwi de Brand New Music. Certains artistes connus ont également été repérés, y compris des membres du boys band Nu'Est, JJCC, HOTSHOT et Topp Dogg. Jang Moon-bok d'ONO Entertainment et Park Ji-hoon de Maroo Entertainment ont également attiré l'attention du public.
Le 31 mars, les stagiaires exécutaient « Me, It's Me (Pick Me) » au Gelook Sky Dome avant un match de baseball entre les Twins LG et les Nexen Heroes. En outre, le centre Lee Dae-hwi a eu l'honneur de lancer la première balle de cérémonie à Samuel Arredondo de Brave Entertainment, qui était à la batte.

## Participants
Code couleur
- Top 11
- Participants éliminés au dernier épisode
- Participants éliminés au troisième tour
- Participants éliminés au deuxième tour
- Participants éliminés au premier tour
- Participants ayant quitté l'émission

| 101 Participants        | 101 Participants        | 101 Participants         | 101 Participants           | 101 Participants         |
| ----------------------- | ----------------------- | ------------------------ | -------------------------- | ------------------------ |
| Kang Daniel (강다니엘)  | Park Ji-hoon (박지훈)   | Lee Dae-hwi (이대휘)     | Kim Jae-hwan (김재환)      | Ong Seong-woo (옹성우)   |
| Park Woo-jin (박우진)   | Lai Guan-lin (라이관린) | Yoon Ji-sung (윤지성)    | Hwang Min-hyun (황민현)    | Bae Jin-young (배진영)   |
| Ha Sung-woon (하성운)   | Jung Se-woon (정세운)   | Kang Dong-ho (강동호)    | Kim Jong-hyun (김종현)     | Im Young-min (임영민)    |
| Ahn Hyung-seob (안형섭) | Yoo Seon-ho (유선호)    | Kim Samuel (김사무엘)    | Joo Hak-nyeon (주학년)     | Choi Min-ki (최민기)     |
| Kim Yong-guk (김용국)   | Kwon Hyun-bin (권현빈)  | Lee Eui-woong (이의웅)   | Takada Kenta (타카다 켄타) | Noh Tae-hyun (노태현)    |
| Kim Sang-gyun (김상균)  | Jang Moon-bok (장문복)  | Kim Dong-hyun (김동현)   | Kim Dong-han (김동한)      | Kim Tae-dong (김태동)    |
| Seo Sung-hyuk (서성혁)  | Kim Ye-hyun (김예현)    | Lee Geon-hee (이건희)    | Lee Woo-jin (이우진)       | Park Woo-dam (박우담)    |
| Jeong Dong-soo (정동수) | Park Sung-woo (박성우)  | Hong Eun-ki (홍은기)     | Yoo Hoe-seung (유회승)     | Woo Jin-young (우진영)   |
| Joo Jin-woo (주진우)    | Yeo Hwan-woong (여환웅) | Justin (저스틴)          | Lee Gwang-hyun (이광현)    | Byun Hyun-min (변현민)   |
| Yoon Hee-seok (윤희석)  | Kim Seong-ri (김성리)   | Kim Sang-bin (김상빈)    | Kim Tae-woo (김태우)       | Lee Jun-woo (이준우)     |
| JungJung (정정)         | Kim Nam-hyung (김남형)  | Lee Ki-won (이기원)      | Lee Yoo-jin (이유진)       | Yoon Jae-chan (윤재찬)   |
| Kim Yong-jin (김용진)   | Lee In-soo (이인수)     | Kim Dong-bin (김동빈)    | Kim Tae-min (김태민)       | Ha Min-ho (하민호)       |
| Seong Hyun-woo (성현우) | Joo Won-tak (주원탁)    | Choi Dong-ha (최동하)    | Jeong Joong-ji (정중지)    | Kwon Hyeop (권협)        |
| Im Woo-hyuk (임우혁)    | Jeong Hyo-jun (정효준)  | Son Dong-myeong (손동명) | Lee Seo-kyu (이서규)       | Kim Hyeon-woo (김현우)   |
| Choi Tae-woong (최태웅) | Cho Jin-hyung (조진형)  | Yoon Yong-bin (윤용빈)   | Han Min-ho (한민호)        | Yoo Jin-won (유진원)     |
| Kim Yeon-kook (김연국)  | Jeong Si-hyun (정시현)  | Kim Chan-yul (김찬율)    | Choi Seung-hyuk (최승혁)   | Lee Hoo-lim (이후림)     |
| Kim Jae-han (김재한)    | Kim Chan (김찬)         | Jang Dae-hyun (장대현)   | Yoo Kyoung-mok (유경목)    | Choi Ha-don (최하돈)     |
| Park Hee-seok (박희석)  | Ryu Ho-yeon (유호연)    | Cho Gyu-min (조규민)     | Wang Min-hyuk (왕민혁)     | Choi Jun-young (최준영)  |
| Jo Sung-wook (조성욱)   | Kim Do-hyun (김도현)    | Jo Yong-geun (조용근)    | Lee Gun-min (이건민)       | Jeong Won-cheol (정원철) |
| Choi Hee-soo (최희수)   | Choi Jae-woo (최재우)   | Lee Ji-han (이지한)      | Han Jong-yeon (한종연)     | Nam Yoon-sung (남윤성)   |
| Kim Shi-hyun (김시현)   |                         |                          |                            |                          |

## Discographie

### Singles
| Titre                                        | Année | Meilleure position | Ventes        | Album               |
| Titre                                        | Année | COR                | Ventes        | Album               |
| -------------------------------------------- | ----- | ------------------ | ------------- | ------------------- |
| "It's Me (Pick Me)" (나야 나)                | 2017  | 26                 | KOR: 338,682+ | single sans album   |
| "Show Time" (It's)                           | 2017  | 25                 | KOR: 142,054+ | 35 Boys 5 Concepts  |
| "I Know You Know" (Boys Under the Moonlight) | 2017  | 21                 | KOR: 145,217+ | 35 Boys 5 Concepts  |
| "Open Up" (열어줘) (Knock)                   | 2017  | 10                 | KOR: 197,294+ | 35 Boys 5 Concepts  |
| "Oh Little Girl" (Slate)                     | 2017  | 7                  | KOR: 210,486+ | 35 Boys 5 Concepts  |
| "Never" (Nation's Son)                       | 2017  | 2                  | KOR: 288,870+ | 35 Boys 5 Concepts  |
| "Hands on Me"                                | 2017  | 34                 | KOR: 55,782+  | Produce 101 – Final |
| "Super Hot"                                  | 2017  | 41                 | KOR: 51,087+  | Produce 101 – Final |
| "Always" (이 자리에)                         | 2017  | 29                 | KOR: 62,392+  | Produce 101 – Final |

## Classement
Les 11 meilleurs participants ont été déterminés par un vote de popularité en ligne sur le site officiel de Produce 101 qui est annoncé à la fin de chaque épisode. Le classement déterminera les 11 meilleurs concurrents de l'émission qui formeront le groupe final.
Pour la première période de vote, les téléspectateurs sont autorisés à sélectionner les 11 meilleurs concurrents. Contrairement à la saison précédente, seuls les résidents sud-coréens sont autorisés à voter, sous le compte CJ One.  
| #  | Épisode 1 (votes en ligne) | Épisode 2 (votes en ligne) | Épisode 3 (votes en ligne) | Épisode 4 (votes en direct) | Épisode 5 (total des votes en ligne + direct) |
| -- | -------------------------- | -------------------------- | -------------------------- | --------------------------- | --------------------------------------------- |
| 1  | Park Ji-hoon               | Park Ji-hoon               | Park Ji-hoon               | Park Woodam                 | Park Ji-hoon                                  |
| 2  | Jang Moonbok               | Kim Samuel                 | Lee Daehwi                 | Kim Taedong                 | Kim Samuel                                    |
| 3  | Lee Daehwi                 | Lee Daehwi                 | Kim Samuel                 | Ahn Hyeongseop              | Yoon Jisung                                   |
| 4  | Joo Haknyeon               | Ong Sungwoo                | Ong Sungwoo                | Choi Minki                  | Ong Sungwoo                                   |
| 5  | Bae Jinyoung               | Jang Moonbok               | Ahn Hyeongseop             | Kwon Hyunbin                | Kang Daniel                                   |
| 6  | Kim Samuel                 | Lai Guan Lin               | Joo Haknyeon               | Takada Kenta                | Ahn Hyeongseob                                |
| 7  | Ahn Hyeongseop             | Ahn Hyeongseop             | Lai Guan Lin               | Jang Moonbok                | Lee Daehwi                                    |
| 8  | Ong Sungwoo                | Joo Haknyeon               | Jang Moonbok               | Yun Heeseok                 | Kim Jonghyun                                  |
| 9  | Lee Euiwoong               | Hwang Minhyun              | Yoon Jiseong               | Park Jihoon                 | Lai Kuanlin                                   |
| 10 | Lai Guan Lin               | Lee Euiwoong               | Bae Jinyoung               | Lee Kiwon                   | Joo Haknyeon                                  |
| 11 | Hwang Minhyun              | Kim Jonghyun               | Jung Sewoon                | Hwang Minhyun               | Hwang Minhyun                                 |

## Controverse

### Discrimination
Selon Ilgan Sports, le personnel de Mnet de la saison 2 a essayé de trouver un stagiaire qui aurait signalé aux médias que les stagiaires étaient victimes de discrimination selon leur note. Ilgan Sports a rapporté que les stagiaires se sont heurtés à une discrimination, telle que des autorisations, déterminées par le niveau, pour aller à la salle de bain ou manger différents repas. En outre, il y a des problèmes concernant les garçons qui en auraient agressé d'autres ou encore des plagiats de chorégraphies.
Han Jong-youn de Maroo Entertainment a quitté l'émission en raison d'un scandale sérieux d'humiliation publique. Un ancien camarade de classe a accusé Han Jong-youn de lui avoir fait subir différentes humiliations assez importantes. Si certaines affirmations ont été confirmées comme fausses, d'autres se sont révélées vraies, et suffisamment graves pour mettre un terme à la carrière du stagiaire, qui a quitté l'émission et son agence.
Kwon Hyun-bin de YGKPLUS a été obligé de supprimer toutes ses photos sur Instagram après avoir été inondé de commentaires négatifs. À l'épisode 4, Kwon Hyun-bin a été montré démotivé et sautant des répétitions pour "Sorry Sorry". Il avait reçu des critiques sévères des formateurs pour manque de pratique. Son équipe a remporté la bataille de performance en direct et il a reçu le meilleur score des deux équipes. Au cours de la performance, les entraîneurs ont fait remarquer que le groupe était « prêt à débuter ». Après la performance, Kwon Hyun-bin a déclaré que "Je suis ici parce que je veux vraiment débuter en tant que chanteur" et "J'ai mis tout sur la ligne pour cela". Malgré avoir reçu le plus de votes, les internautes ont critiqué Kwon Hyun-bin pour son manque de sincérité.
Ha Min-ho du label Vibe aurait essayé de s'engager dans des relations avec des mineurs. Des captures d'écran d'Instagram et des conversations Facebook entre lui et les fans mineurs ont été révélés. Il a également été accusé de harcèlement sexuel et d'intimidation d'une ex-petite amie au collège. Après avoir discuté avec Mnet, il a quitté l'émission et a annulé son contrat avec son label.

### Manipulations des votes
Le Lee Ki-won de 2Y Entertainment a été accusé d'essayer de manipuler les votes du sondage de Mnet sur les chansons conceptuelles. Lee Ki-won a laissé entendre sa préférence de chanson en publiant "Oh Ki Won Sa Ki Won Sam Ki Won Lee Ki Won" sur Instagram. Son agence a depuis publié une déclaration indiquant que Lee Ki-Won serait interdit d'utiliser son téléphone jusqu'à ce que le spectacle soit terminé. Une déclaration subséquente a précisé que les messages auraient été créés par l'agence dans le but d'augmenter la popularité de Lee Ki-won, alors qu'il l'ignorait.
Le Kim Dong-bin de Kiwi Media Group a également participé à la manipulation des votes du sondage de Mnet sur les chansons conceptuelles . Les captures d'écran des messages KakaoTalk ont révélé que le père de Kim Dong-bin avait demandé au président de son fan club de promouvoir "Never" ou "Open Up" comme chanson concept pour Kim Dong-bin.
Mnet a décidé de pénaliser les stagiaires qui n'ont pas suivi les règles en leur interdisant de choisir les chansons en question.
Im Young-min de Brand New Music a également participé à la manipulation des votes sur le sondage sur les chansons conceptuelles de Mnet. Les captures d'écran d'un chat de KakaoTalk étant majoritairement composé de fans de Im Young-min ont révélé que le frère d'Im Young Min a demandé à son ami d'informer les fans dans le chat que Im Young-min voulait les chansons "Never" et "Oh Little Girl" pour sa chanson conceptuelle. Comme cet incident n'a été capturé qu'après l'enregistrement de l'évaluation des chansons conceptuelles, Im Young-min a été pénalisé avec une pénalité différente lors du choix de la première évaluation de la chanson de ses débuts.